# Glykais Gyula
Glykais Gyula (Pomáz, 1893. április 9. – Szekszárd, 1948. június 12.) kétszeres olimpiai bajnok kardvívó.

## Sportpályafutása
1912-től a BEAC (Budapesti Egyetemi Atlétikai Club) és a MAFC (Műegyetemi Atlétikai és Football Club), 1925-től a Tisza István Vívó Club, majd 1927-től a Szolnoki Vívó Club kardvívója volt. 1923-tól kardozott a magyar válogatottban. Két olimpiai bajnoki címét a magyar kardcsapat tagjaként érte el.
1927-ben Európa-bajnoki bronzérmet szerzett. Az 1928. évi nyári olimpiai játékokon, Amszterdamban a Garay János, Glykais Gyula, Gombos Sándor, Petschauer Attila, Rády József, Tersztyánszky Ödön összeállítású magyar csapatban lett aranyérmes. Ez volt az olimpiai játékok történetében a tizenhatodik magyar aranyérem, illetve a magyar vívósport hatodik olimpiai bajnoki címe. Az 1929-es Eb-n az egyéni versenyben első volt. 1930-ban a katonai Európa-bajnokságon, majd az Eb-n is csapatban ért el első helyet.Utóbbi sikerét egy év múlva megismételte
1932. évi nyári olimpiai játékokon, Los Angelesben a Gerevich Aladár, Glykais Gyula, Kabos Endre, Nagy Ernő, Petschauer Attila, Piller György összeállítású magyar csapatban lett aranyérmes. A játékok történetében ez volt a huszonkettedik magyar aranyérem, illetve a magyar vívósport nyolcadik olimpiai bajnoki címe.

## Sporteredményei
- kétszeres olimpiai bajnok (csapat: 1928, 1932)
- háromszoros Európa-bajnok (egyéni: 1929 ; csapat: 1930, 1931)
- Európa-bajnoki 3. helyezett (egyéni: 1927)
- magyar bajnok (csapat: 1927)

## Magánemberként
Az 1920-as évek végén a Magyar Királyi Államépítészeti Hivatal munkatársa volt Szolnokon. Ekkor vett részt a Szolnoki Vívó Club újraindításában. Később vármegyei főszámvevő volt, majd Szekszárdi Városi Számvevőség irányítója lett.

## Emlékezete
2013. július elsejétől Szolnokon utca viseli a nevét.